# Правителство на Реджеп Ердоган 4
Четвъртото правителство на Реджеп Ердоган (наричано също правителство на Реджеп Ердоган IV или кабинет „Ердоган IV“) е шестдесет и шестото правителство на Република Турция, избрано от XXVI велико народно събрание на 9 юли 2018 г. Това е първият кабинет след прехода на Турция в президентска република. Също така, е първият кабинет, който няма нужда от одобрение от парламента.

## Състав
| Длъжност                                                                                           | Личност | Личност             | Начало      | Край |
| -------------------------------------------------------------------------------------------------- | ------- | ------------------- | ----------- | ---- |
| Президент на турски: Cumhurbaşkanı                                                                 |         | Реджеп Таип Ердоган | 9 юли 2018  |      |
| Вицепрезидент на турски: Cumhurbaşkanı Yardımcısı                                                  |         | Фуат Октай          | 10 юли 2018 |      |
| Министерство на външните работи на турски: Dışişleri Bakanı                                        |         | Мевлют Чавушоглу    | 10 юли 2018 |      |
| Министерство на вътрешните работи на турски: İçişleri Bakanı                                       |         | Сюлейман Сойлу      | 10 юли 2018 |      |
| Министерство на финансите на турски: Maliye ve Hazine Bakanı                                       |         | Берат Албайрак      | 10 юли 2018 |      |
| Министерство на правосъдието на турски: Adalet Bakanı                                              |         | Абдулхамит Гюл      | 10 юли 2018 |      |
| Министерство на енергетиката и природните ресурси на турски: Enerji ve Tabii Kaynaklar Bakanı      |         | Фатих Дьонмез       | 10 юли 2018 |      |
| Министерство на земеделието и горите на турски: Tarım ve Orman Bakanı                              |         | Бекир Пакдемирли    | 10 юли 2018 |      |
| Министерство на културата и туризма на турски: Kültür ve Turizm Bakanı                             |         | Мехмет Ерсой        | 10 юли 2018 |      |
| Министерство на здравеопазването на турски: Sağlık Bakanı                                          |         | Фахретин Коджа      | 10 юли 2018 |      |
| Министерство на националното образование на турски: Millî Eğitim Bakanı                            |         | Зия Селчук          | 10 юли 2018 |      |
| Министерство на националната отбрана на турски: Millî Savunma Bakanı                               |         | Хулуси Акар         | 10 юли 2018 |      |
| Министерство на науката, промишлеността и технологиите на турски: Sanayi ve Teknoloji Bakanı       |         | Мустафа Варанк      | 10 юли 2018 |      |
| Министерство на труда и социалното осигуряване на турски: Çalışma, Sosyal Hizmetler ve Aile Bakanı |         | Зехра Зюмют Селчук  | 10 юли 2018 |      |
| Министерство на транспорта, морското дело и съобщенията на турски: Ulaştırma ve Altyapı Bakanı     |         | Джахит Туран        | 10 юли 2018 |      |
| Министерство на младежта и спорта на турски: Gençlik ve Spor Bakanı                                |         | Мехмет Касапоглу    | 10 юли 2018 |      |
| Министерство на търговията на турски: Ticaret Bakanı                                               |         | Рушхар Пекджан      | 10 юли 2018 |      |
| Министерство на околната среда и градоустройството на турски: Çevre ve Şehircilik Bakanı           |         | Мурат Курум         | 10 юли 2018 |      |